# Parroquia de San Francisco de Asís
La Parroquia de San Francisco de Asís, dedicada a Francisco de Asís, es la iglesia principal de la ciudad de Iguala de la Independencia, Guerrero, ubicada en el centro de la ciudad, frente al zócalo principal o Plaza de Armas. Pertenece a la Región Pastoral 2 Norte de la Diócesis de Chilpancingo-Chilapa, junto con Ciudad de Huitzuco, Taxco de Alarcón y Teloloapan.

## Descripción
La Parroquia de San Francisco de Asís, es el principal templo de la comunidad católica y se encuentra ubicada en el centro de la localidad, además de ser el edificio con más antigüedad y de mayor importancia histórica por sus hechos sucedidos, los aspectos que contiene y el archivo parroquial que data del siglo XVIII hasta nuestros días. Además de que se realizó una restauración externa e interna del templo, debido a que es uno de los principales atractivos culturales y religiosos de la ciudad.

## Historia
La construcción de la Parroquia de San Francisco de Asís inició formalmente en el año de 1850, que en sus inicios solo era un techo plano,  siendo Francisco Juan quien aporto el dinero para su construcción, quien fuera un hombre adinerado originario del Barrio de Juanacate y del constructor Marced Maxil de origen poblano, sin embargo debido a problemas económicos la construcción quedó detenida, en el año de 1854 el entonces presidente de México Antonio López de Santa Anna dio una aportación de $4,000 pesos para que los trabajos de la obra continuaran.